# نرسه (دبیر)
نرسه (پارسی میانه: Narseh) یکی از دبیران شاهنشاهی ساسانی در سده چهارم میلادی در زمان حکومت شاپور دوم بود. از او در کتیبه شاپور سکانشاه در تخت جمشید یاد شده‌است. با توجه به متن کتیبه او احتمالاً از طبقه آزادان بوده‌است.